# Leucemias de células T
Leucemias de células T descreve vários tipos diferentes de leucemias linfóides que afetam as células T.
Tipos de Leucemias linfóides de células T:
- Leucemia linfoblástica aguda de células T
- Leucemia de células T do adulto
- Leucemia pró-linfocítica T
- Leucemia linfocítica granular T